# Mettupalayam
Mettupalayam (tamilski: மேட்டுப்பாளையம்) – miasto w dystrykcie Coimbatore, w stanie Tamilnadu w Indiach, u podnóża gór Nilgiri, na wysokości 326 m n.p.m. W 2001 populacja miasta wyniosła 66 313. Miasto jest znane głównie z linii kolejowej Nigiliri Mountain Railway do Utakamand, wpisanej na listę światowego dziedzictwa UNESCO.